# Guerra civil romana (406-411)
La guerra civil romana entre els anys 406 i 411 va ser un conflicte bèl·lic que va enfrontar al govern de l'Imperi Romà d'Occident enfront de l'usurpador Constantí de Britània i a aquest, per la seva banda, amb Geronci, qui era el seu principal general.
Va començar a la tardor de 406 amb la rebel·lió de les tropes imperials estaciones a la diòcesi de Britània els qui van nomenar tres usurpadors successius, sembla ser, davant la inactivitat del govern d'Honori enfront del perill que suposava l'arribada fins a la frontera del Rin d'una gran massa de població —formada per alans, sueus i vàndals— que havia emigrat des del nord del riu Danubi. La reacció del govern imperial de Ravena davant la rebel·lió va ser destinar a l'exèrcit de camp a la Gàl·lia al canal de la Mànega el que, no obstant això, va facilitar que els danubians travessessin el riu la nit de cap d'any del 406 i estenguessin la destrucció per les diòcesis gales.
L'últim dels tres usurpadors —Constantí de Britània— va creuar el canal amb les tropes a la primavera de 407 i tant l'exèrcit com l'aristocràcia de la Gàl·lia se li van unir en massa en veure'l com l'única possibilitat de fer front als invasors del Rin. Davant el fracàs de la seva estratègia, el govern de Ravenna va enviar, aquest mateix estiu, un nou exèrcit al comandament de Sarus per intentar acabar amb Constantí però va ser derrotat i va haver de retirar-se a Itàlia. L'usurpador va aconseguir controlar la capital de la prefectura —Arles— a inicis de 408 i va tenir sota el seu comandament tota la Gàl·lia on va optar per pacificar els invasors bàrbars mitjançant acords d'assentament a l'oest i nord per poder, així, centrar-se en la seva defensa davant un altre possible atac d'Honori i en controlar la diòcesi d'Hispània on alguns parents de l'emperador havien aconseguit formar un exèrcit i rebutjar un primer atac de les seves tropes.
El govern de Ravenna no va cessar en el seu intent d'acabar amb Constantí i per a l'estiu de 408 havia tornat a ajuntar un gran exèrcit a Ticinum (Pavia) que planejava unir als visigots d'Alaric per, sota el comandament d'aquest, dirigir-se a la Gàl·lia i posar fi a la usurpació. Va tornar a fracassar ja que les tropes es van amotinar i van iniciar una cadena de successos que va portar a l'execució d'Estilicó, la deserció dels soldats bàrbars que servien a l'exèrcit italià i a l'invasió de la pròpia Itàlia per Alaric. D'aquesta manera, per a inicis de 409 Honori no va tenir més remei que reconèixer oficialment Constantí com a emperador qui, després d'haver aconseguit controlar la península ibèrica, va aconseguir així la cimera del seu poder.
Avançat aquest 409, Constantí va començar a perdre el control dels seus territoris. Primer es va rebel·lar la població de Britània davant l'abandó en què havien quedat enfront d'atacs saxons mentre que a Armòrica i les zones on s'havien assentat els invasors del Rin, els seus habitants també van formar grups d'autodefensa que van aconseguir expulsar els invasors i els funcionaris partidaris de Constantí. Els bàrbars van optar, llavors, per passar a Hispània a la tardor sense que les tropes estacionades allí i dirigides per Geronci els fessin front. Arribat l'any 410, els invasors van saquejar la península excepte la província de Tarraconense on se situaven les tropes comandades per Geroncio qui, en lloc de lluitar contra ells, es va centrar a rebutjar l'intent de Constantí per destituir-lo; va nomenar un emperador alternatiu Màxim i va derrotar a les tropes que van arribar al comandament de Constant.
Per a inicis de 411 Constantí, amb un exèrcit greument minvat, només controlava l'est de la Gàl·lia i la frontera del Rin el que va ser aprofitat per Geronci per envair el seu territori on, primer, va detenir a Vienne a Constant qui intentava arribar al nord per portar més tropes i després va assetjar a Arlés al mateix Constantí que només va poder esperar que el seu general Edobic tornés des de la frontera del Rin amb un nou exèrcit format per mercenaris francs. Aleshores, el govern de Ravenna i les tropes d'Itàlia estaven sota el control de Flavi Constanci, un militar amb talent qui va aprofitar la mort d'Alaric i que els visigots es trobaven al sud de la península per a dirigir-se a la Gàl·lia i acabar amb l'usurpador. Aquesta vegada, Honori va tenir èxit ja que el seu general va aconseguir que les tropes de Geronci l'abandonessin i es canviessin de bàndol de manera que va continuar ell amb el setge. També va poder derrotar Edobic quan aquest va arribar amb l'exèrcit de reforç i va eliminar l'última possibilitat de Constantí per resistir el que va portar a aquest a rendir-se finalment. Va ser executat de camí a Ravenna al costat d'un altre dels seus fills i el seu cap passejat per la ciutat mentre que Geronci va caure assassinat pels seus propis soldats quan va tornar a Tarraco. Màxim, per part seva, va optar per fugir i refugiar-se entre els invasors d'Hispània.
Les conseqüències d'aquesta guerra civil per a l'Imperi occidental van ser desastroses, ja que va dificultar greument la seva defensa davant de les dues grans invasions que va patir durant aquests anys: la del Rin i la d'Itàlia. Tampoc va retornar la normalitat a les províncies gal·les perquè, poc després de tornar les seves tropes a Itàlia, un nou usurpador —Joví— va aconseguir proclamar-se emperador amb èxit. L'exèrcit, per la seva banda, va patir un gran desgast de manera que els seus efectius mòbils es van reduir greument el que va impedir a Flavi Constanci acabar completament amb els invasors els qui van aconseguir formar els seus propis regnes dins del territori imperial i van donar inici, amb això, al procés de la seva caiguda.

## Esclat

### Rebel·lió de l'exèrcit a Britània
Entre setembre i octubre de l'any 406 es va iniciar una rebel·lió entre les tropes romanes estacionades a diòcesi de Britània, les quals, havien estat recentment reforçades amb la incorporació d'unitats experimentades formades per l'elit dels guerrers que van seguir a Radagais i amb això assolit un volum d'efectius suficient per aclamar un emperador propi. Ho van fer amb una successió d'usurpadors: Marc al qual van donar mort, al cap de poc, per triar en el seu lloc a Gracià que es va mantenir en el poder fins a la primavera de 407 quan, també, el van assassinar per substituir-lo per Constantí. Els motius d'aquesta rebel·lió mai no han estat clars i són dues les explicacions que es prenen per factibles.

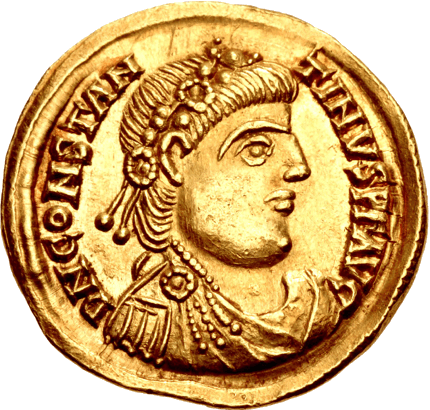
Sòlid amb la imatge de Constantí de Britània.

D'una banda, es pensa que van ser les dificultats en el pagament dels seus salaris, cosa que va portar els soldats a rebel·lar-se. Van proclamar emperador a Marc qui seria, en aquell moment, el comes Britanniarum  i la seva falta d'èxit per aconseguir els diners els va portar a assassinar-lo i triar un civil: Gracià, que tindria una important influència en els governs municipals i que va haver de tenir èxit a aconseguir els diners necessaris per acontentar els soldats, ja que es va mantenir diversos mesos fins a la primavera de l'any següent quan, aïllats de la resta de l'imperi per la invasió de la Gàl·lia, les tropes li van donar mort i van triar, al seu lloc, un militar: un soldat ras anomenat Constantí per, sota el seu comandament, passar al continent i enfrontar-se als invasors.
L'altre enfocament considera que el que va portar l'exèrcit de Britània a elevar a un emperador propi va ser l'amenaça d'invasió que planava sobre la veïna Gàl·lia. A l'estiu de 406 un gran conglomerat de tribus bàrbares procedents de l'àrea danubiana va arribar fins al Rin. Els aliats francs que havien d'impedir el pas fins a la frontera d'altres tribus van fallar en la seva comesa i van patir una estrepitosa derrota que va permetre als nouvinguts acampar davant del riu amb el perill que això suposava per a les defenses romanes que, sens dubte, eren insuficients per aturar una massa humana que un estudi modern estima en uns 200.000 individus dels quals prop de 50.000 serien guerrers. Davant la manca de mesures del govern imperial davant aquesta amenaça, els soldats van témer quedar aïllats si es produïa una invasió i van decidir actuar pel seu compte de manera que van proclamar una sèrie d'usurpadors.

### Primera reacció del govern imperial

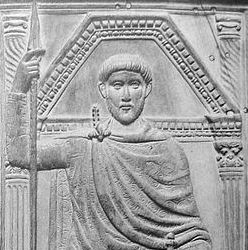
Imatge d'Estilicó. Va prioritzar l'enfrontament contra l'Imperi oriental davant de la defensa de la Gàl·lia davant l'amenaça d'una gran invasió bàrbara. Això va portar les tropes britanes a rebel·lar-se i la seva reacció va ser enviar als comitatencs al canal de la Manxa per acabar amb la rebel·lió el que va facilitar la invasió del Rin.

A l'estiu de 406 van arribar al govern imperial a Ravenna les primeres notícies sobre l'aproximació de la coalició bàrbara a la frontera del Rin i poc després —a la tardor— les de la rebel·lió de l'exèrcit a Britània. En aquest moment l'emperador era Honori, però la personalitat dominant dins del govern era el magister militum Estilicó. Aquest havia aconseguit rebutjar amb èxit diverses invasions d'Itàlia durant els anys anteriors i ara havia tornat al seu objectiu de recuperar les diòcesi de Dàcia i Macedònia que havien quedat en possessió de la meitat oriental després de la partició de l'imperi a la mort de Teodosi I en 395. El general considerava de vital importància el seu control, ja que eren la principal àrea de reclutament per a l'exèrcit romà de tal manera que es va preparar per envair-les amb el seu exèrcit i no va dubtar a negociar amb Alaric —qui hi havia envaït Itàlia cinc anys abans— perquè participés amb les seves tropes a la campanya. Est va acceptar l'aliança i es va traslladar a l'Epir per esperar a l'exèrcit romà i atacar junts a l'Imperi oriental.
Davant la situació que se li presentava —amenaça d'invasió de la Gàl·lia, rebel·lió de l'exèrcit a Britània i la campanya en marxa per envair l'Imperi oriental— Estilicó va prendre, doncs, una decisió que es considera com el major error estratègic de la seva carrera. No va interrompre els seus plans ni va enviar a l'exèrcit italià a la Gàl·lia sinó que va confiar que l'actuació dels aliats francs fos suficient per aturar la coalició bàrbara mentre que va ordenar al magister equitum per Gallias que el principal grup de l'exèrcit allà —els comitatenses— es traslladés al nord, prop del canal de la Manxa, per fer front a les tropes britanes, si aquestes decidien creuar, o per passar ells mateixos a l'illa a la primavera i sufocar la rebel·lió.
La coalició bàrbara, que estava establerta fermament al costat de la frontera des de la victòria contra els francs, va veure com en finalitzar la tardor la seva situació es tornava molt difícil per la manca de provisions per passar l'hivern a més de la perspectiva de ser objecte de nous atacs quan arribés la primavera. En aquesta situació i amb el principal grup de l'exèrcit romà destinat lluny del Rin per ocupar-se d'un altre enemic, van prendre la decisió de travessar sorprenentment el riu l'última nit d'aquell any 406 i van atropellar fàcilment l'exèrcit fronterer romà per iniciar una reeixida invasió i saqueig de la Gàl·lia.

## Ascens de Constantí

### Proclamació i pas a la Gàl·lia

Faccions durant la guerra civil romana (406-411). Zones de control entre la primavera de 407 i la primavera de 408:
Honori
Constantí de Britània
Invasors del Rin
Constantí de Britània va creuar amb les seves tropes al continent on se li van unir les de la Gàl·lia. Va aconseguir recuperar l'àrea fronterera al costat del Rin i va continuar per la vall del Roine cap a Arles. Les forces d'Honori li van fer front, sense èxit, a Valentia.

Malgrat els mesos de preparatius, Gracià no va acabar de culminar el pas a la Gàl·lia i quan el període hivernal arribava a la fi i la navegació es feia més segura, va ser assassinat pels seus propis homes els qui, al seu lloc, van proclamar un soldat ras anomenat Constantí. Sembla que el seu nom —igual que Constantí el Gran que, també, havia estat proclamat emperador a Britània un segle abans— va ser determinant per a la seva elecció. A diferència dels seus dos predecessors, aviat va deixar clara la intenció que les seves aspiracions de poder no es limitaven a l'illa. Es va proposar crear una nova dinastia que recordés a la constantiniana més lligada a la part occidental de l'imperi que la teodosiana —ara en el poder— i per això va canviar el nom dels seus fills per als qui va triar els de Constant i Julià, tal com s'havien anomenat destacats successors de Constantí. També va nomenar dos generals perquè l'ajudessin: Justinià i Nebiogastes alhora que va enviar una ambaixada a Honori on li va comunicar que havia assumit el càrrec contra la seva voluntat i li va demanar ser reconegut per compartir el govern de l'Imperi occidental com a co-governants.
Sense esperar resposta, va prendre gairebé tot l'exèrcit que hi havia a l'illa i va creuar, amb èxit, el canal de la Manxa amb les seves tropes a principis de març de 407. Van desembarcar en l'actual Boulogne-sur-Mer i els plans del govern d'Honori es van enfonsar perquè els comitatencs de la Gàl·lia es van negar a enfrontar-s'hi, van assassinar al magister equitum per Gallias que les dirigia —Flavi Gaudenci— i es van sumar a les de Britània. La resta de les tropes romanes i bona part de l'aristocràcia gal·loromana van prendre el mateix partit i es van unir, també, a l'usurpador en veure'l com l'única opció de fer front als invasors. Constantí no els va defraudar: va aconseguir restablir la frontera del Rin, va derrotar a un grup d'ells a la província de Germània Primera, va alliberar les ciutats del nord-est que havien caigut en mans dels invasors —incloent les principals de Reims i Augusta Treverorum (Trèveris)— i es va obrir pas per la vall del Roine cap al sud mentre que es declarava a si mateix com a restitutor rei publicae.

### Segona campanya del govern imperial contra Constantí
El govern d'Honori no va acceptar la petició de reconeixement que li va fer Constantí, sinó que va prioritzar eliminar-lo abans que amb els invasors de la Gàl·lia. Estilició va cancel·lar, finalment, la prevista invasió de l'Imperi oriental i va destinar al got Sarus al capdavant d'uns 10.000 homes perquè s'enfrontés a l'usurpador. Aquest va travessar els Alps i es va dirigir a la vall del Roine on es va enfrontar a una avançada de les tropes rebels dirigides per Justinià. Va aconseguir derrotar-les i acabar amb la majoria del contingent, inclòs el seu general que va morir durant el combat, encara que va haver de patir greus pèrdues que li van impossibilitar continuar amb eficàcia la campanya.
Constantí, qui arribava darrere al costat de Nebiogastes i amb una altra part de l'exèrcit, va decidir no enfrontar-se a Sarus i es va fer fort a Valentia (Valença), situada a la riba del riu on, de seguida, va ser assetjat per les tropes imperials. Durant el setge es va intentar arribar a un acord i Nebiogastes va tenir una trobada amb Sarus fora de la ciutat, però hi va ser traït i el got ho va fer assassinar. Potser va pensar que, una vegada eliminats els dos principals generals, les tropes abandonarien Constantí qui, merament, era un soldat ras quan va ser proclamat emperador. No va succeir així, però, perquè la resta de l'exèrcit rebel dirigit per Geronci i Edobic va marxar cap a Valentia disposats a alliberar-la. Sarus, en veure la seva estratègia fallida i davant el risc de quedar atrapat sense tropes suficients, va abandonar el setge i a finals de l'estiu del 407 es va retirar a Itàlia. La debilitat de les seves forces va fer que no pogués fer front a uns grups de bagaudes que li van tancar el pas de la muntanya i que hagués d'acordar amb ells el lliurament de tot el seu botí a canvi que els deixessin creuar.

### Constantí estableix el seu govern a Arles

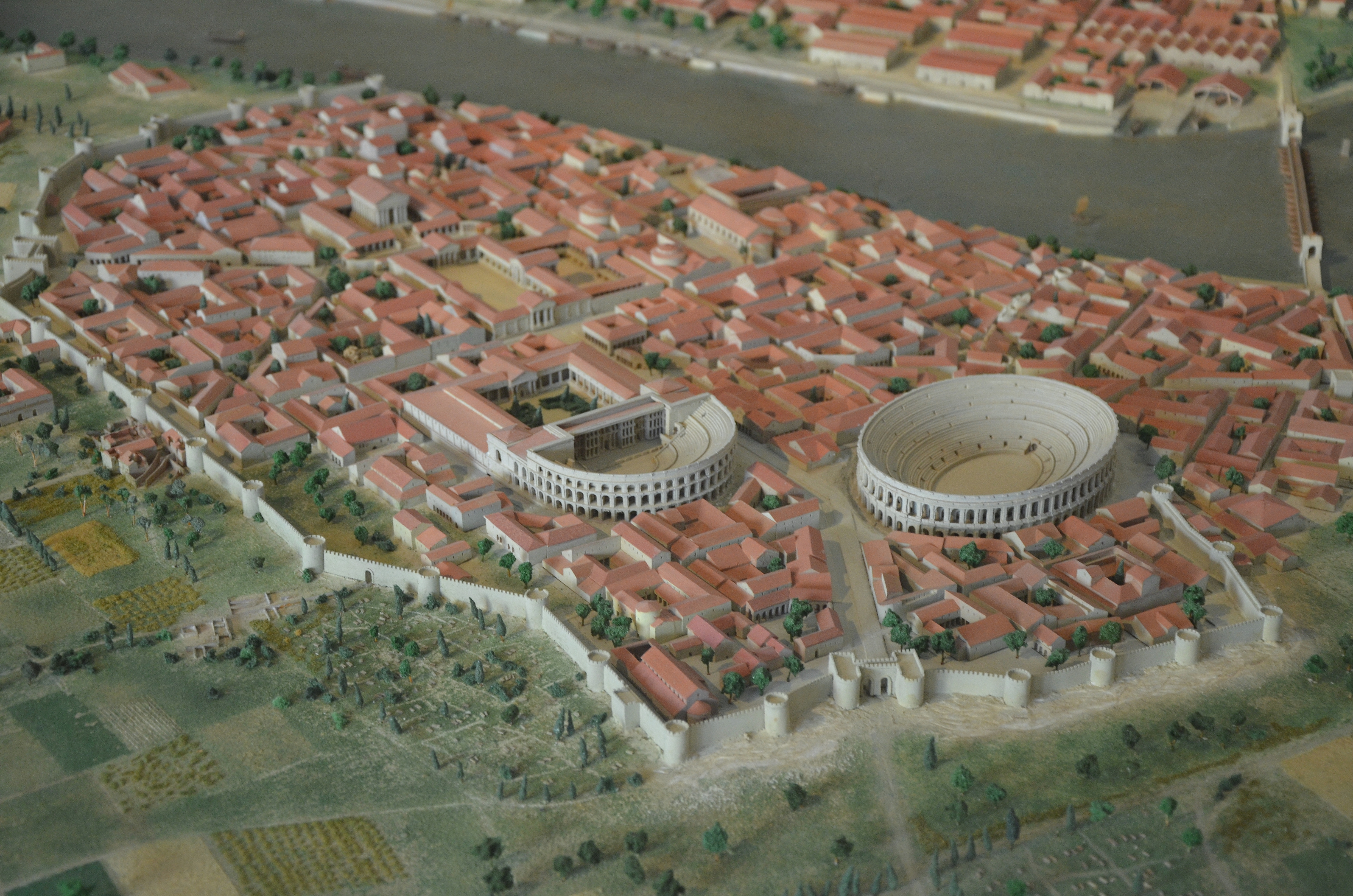
Maqueta de la ciutat romana d'Arelate (Arles). Era la capital de la prefectura del pretori de les Gàl·lies i Constantí va establir allí el seu govern i caserna general.

Davant el fracàs de l'expedició, el govern imperial va buscar mantenir tant com sigui possible algun tipus de control a la Gàl·lia. Va nomenar a Cariobaudes com a magister equitum per Gallias i el va enviar a Arles —que, aleshores, era la capital de la prefectura del pretori de les Gàl·lies— on s'havien refugiat els integrants de l'Administració imperial que s'havien mantingut fidels a Honori. La seva missió era aglutinar les poques tropes lleials que poguessin quedar i intentar que part de les rebels abandonessin Constantí. Va tornar a fracassar, ja que Cariobaudes no va aconseguir reunir prou efectius per poder resistir i a finals de 407 o inicis de 408 va haver d'abandonar la ciutat al costat de la resta de partidaris d'Honori i fugir a Itàlia.
Per a la primavera de 408 Constantí ja havia aconseguit prendre Arles on va establir la seva capital. Va nomenar a Apol·linari com a prefecte del pretori i a Rústic com a magister officiorum. Va considerar prioritari consolidar la seva posició davant d'Honori i aconseguir el control de la diòcesi d'Hispània per la qual cosa va deixar de banda la lluita contra els invasors bàrbars i va adoptar la política d'arribar a acords de pau. Mitjançant ells, va acceptar que s'instal·lessin a l'oest i nord-oest de la Gàl·lia on les seves necessitats serien ateses pels municipis. Sense oposició, aleshores, dins de la diòcesi per part del govern imperial, va fortificar els passos alpins per defensar-se d'un altre possible atac d'Honori i va posar la seva atenció a les províncies hispanes on encara no havia aconseguit fer-se amb el seu control.

### Control d'Hispània

Faccions durant la guerra civil romana (406-411). Zones de control entre la primavera del 408 i l'estiu del 409:
Honori
Constantí de Britània
Invasors del Rin
Visigots
El control d'Hispània per Constantí es va veure dificultat per diversos parents d'Honori que li van fer front, però que van ser derrotats finalment. Les tropes imperials, per la seva banda, es van amotinar a Ticinum el que va frustrar la nova campanya del govern de Ravenna contra l'usurpador.

Mentre avançava a la Gàl·lia durant 407, Constantí havia enviat a diversos homes de confiança a Hispània els qui van poder convèncer les cúpules administrativa i militar de la seva part europea perquè abandonessin a Honori i s'unissin a la rebel·lió encara que aquelles situades a Mauritània Tingitana van romandre fidels a Honori. No obstant això, davant el col·lapse del control imperial a la península, diversos parents d'Honori —Dídim, Verinià, Teodosiol i Lagodi— van aconseguir organitzar una resistència. Van poder formar un exèrcit amb algunes unitats regulars i milícies privades formades pels seus camperols, esclaus i clients de tal manera que, amb ell, es van fer forts a Lusitània, província on se situava la capital Emèrita Augusta. Allí es van enfrontar amb èxit —a inicis de 408— a un primer contingent que va enviar l'usurpador contra ells i van poder avançar per la península, sense oposició, fins a arribar a prop dels Pirineus.
Constantí va veure, aleshores, la seva posició amenaçada en un doble front: des d'Itàlia, per Honori, i des d'Hispània pels seus parents. Com que el govern de Ravenna estava ocupat llavors a aplacar Alaric —que exigia una compensació per la cancel·lació de la campanya contra l'Imperi oriental—, va decidir concentrar-se en el front hispà i va actuar de manera més conscienciosa. A mitjan aquest any 408 va elevar al càrrec de cèsar al seu fill Constant i ho va enviar amb Geronci, Apol·linari i Rústic, acompanyats de més tropes, a la península. Es van tornar a enfrontar als parents d'Honori i aquesta vegada, els van derrotar amb claredat. Encara que Dídim i Verinià van caure presoners, Lagodi i Teodosiol van poder escapar per refugiar-se a Ravenna i Constantinoble, respectivament. Constant va deixar que les seves tropes saquegessin a consciència els campi Pallentini i va substituir les unitats que, tradicionalment, vigilaven els passos pirinencs per uns contingents dels seus propis homes anomenats honoriaci.
Eliminada la resistència dins de la diòcesi es va establir, llavors, la capital a Cesaraugusta on es van instal·lar Geronci, els alts funcionaris i l'esposa de Constant qui, per la seva banda, va tornar a Arles per unir-se al seu pare aquest mateix any 408 i adonar-lo de la situació a Hispània. Amb ell va portar Dídim i Verinià els qui van ser executats només arribar.

### Cancel·lació de la tercera campanya imperial contra Constantí
Després del fracàs de la campanya dirigida per Sarus el 407 el govern imperial va decidir organitzar-ne una de nova per al següent any i des de començaments de 408, va començar a concentrar unitats a Ticinum (Pavia). Com a reforç, també, es va acordar incorporar Alaric i els seus gots que havien quedat sense objectiu després de suspendre's la campanya contra orient i que, ara, exigien una compensació per la seva mobilització.
Un succés va alterar, però, el curs dels esdeveniments: la mort d'Arcadi l'1 de maig. El govern occidental estava, doncs, dividit en dues faccions: una que seguia Estilicó en el seu objectiu de recuperar l'Il·líria oriental i l'ús de les tropes d'Alaric i una altra que prioritzava l'entesa amb l'altra meitat de l'imperi i rebutjava la incorporació bàrbars a l'exèrcit. El general romà va proposar viatjar ell a Constantinoble amb un petit contingent de tropes per supervisar la successió d'Arcadi mentre que el comandament de la campanya contra Constantí s'entregaria a Alaric i Honori l'acompanyaria perquè la seva presència animés les tropes de l'usurpador a abandonar-lo i tornar a la lleialtat cap al govern imperial. La facció antibàrbara del govern va aprofitar el descontentament creixent dins de les tropes reunides a Pavia per la seva missió de dirigir-se a la Gàl·lia i després d'estendre el rumor que l'objectiu encobert d'Estilicó en viatjar a orient era posar el seu fill Euqueri com a emperador, va aconseguir que —el 13 d'agost— esclatés un motí en tota regla on van ser assassinats els comandaments militars i civils partidaris d'Estilicó. Olimpi va poder, aleshores, convèncer l'emperador per aprovar l'execució del general el que es va dur a terme pocs dies després: el 22 d'aquell mateix mes.

### Acord de pau i reconeixement imperial
El govern de Ravenna va quedar sumit al caos després de l'execució d'Estilicó mentre que Olimpi va sorgir com el nou home fort dins seu. Va emprendre una purga dels seguidors del general i va posar al capdavant de l'exèrcit a Varanes, Turpili i Vigilanci mentre que el triomf del partit anti-bàrbar va portar a pogroms contra els familiars dels soldats d'aquest origen que servien a l'exèrcit. Aquests van desertar en massa i es van unir a Alaric qui, novament, veia com l'Imperi cancel·lava l'aliança amb ell pel que ara, al capdavant d'un exèrcit més poderós, va exigir més compensacions al govern de Ravenna. No hi va haver acord possible i es va obrir un nou front militar perquè els visigots van envair Itàlia i per al novembre, ja havien aconseguit posar la ciutat de Roma sota setge.
Constantí va aprofitar, aleshores, l'oportunitat i va enviar una ambaixada a Ravenna per buscar el reconeixement oficial i oferir una aliança. Honori, qui encara no tenia coneixement de l'execució dels seus familiars, no va tenir més opció que acceptar-ho com a cogovernant per evitar una guerra en dos fronts i al gener de 409, el va nomenar cònsol honorari per compartir el càrrec amb Teodosi II i el mateix Honori. Amb els invasors de la Gàl·lia pacificats, Hispània controlada i reconegut pel govern de Ravenna, els primers mesos d'aquell any van significar per a Constantí la cimera del seu poder.

## Declivi de Constantí

### Pèrdua de Britània i parts de la Gàl·lia

Faccions durant la guerra civil romana (406-411). Zones de control entre l'estiu de 409 i el de 410:
Honori
Constantí de Britània
Geronci i Màxim
Britanoromans
Bagaudes
Invasors del Rin
Visigots
El declivi de Constantí es va fer imparable a partir de l'estiu de 409. Va perdre Britània, part de la Gàl·lia i Hispània, mentre que Geronci es va rebel·lar contra ell. Un últim intent d'acabar amb Honori el 410 va fracassar en morir Alòbic.

L'any del consolat va marcar també l'inici del declivi de Constantí, ja que, a partir de llavors, va començar a perdre el control del seu territori.
Després de la seva partida cap al continent, Britània havia quedat sense tropes regulars suficients per defensar l'illa el que va ser aprofitat pels saxons per navegar-hi des de finals de 408 i saquejar, i fins i tot prendre, un bon nombre de les seves poblacions. Els funcionaris que va nomenar per administrar la diòcesi no van ser capaços de fer-los front i els habitants els van expulsar dels seus llocs de tal manera que va desaparèixer l'Administració imperial en els nivells de diòcesi i província, i cada civitas es va convertir en una unitat autònoma. Aquestes van demanar ajuda al govern d'Honori a l'estiu/tardor de 410 qui, per la seva banda, no hi va poder fer res excepte convalidar la seva actuació, enviar-los uns quants diners i animar-los que actuessin ells mateixos. Abandonats pels dos governs, els seus habitants van començar a organitzar-se pel seu compte i van formar milícies que, juntament amb les tropes regulars que havien estat a l'illa, van aconseguir expulsar els saxons.
A la Gàl·lia, també el poder de Constantí va començar a diluir-se. En virtut dels acords de 408 amb els invasors del Rin, aquests havien quedat assentats a l'oest i nord-oest de la diòcesi i els habitants d'aquestes zones els havien de subministrar aliments i el que necessitessin. Com a més, havien de seguir pagant els impostos al govern de Constantí i es va crear un ambient de rebel·lió que va portar a l'aparició de grups d'autodefensa. Aquests van aconseguir ser un greu problema per als bàrbars assentats en aquestes regions i va ser una de les causes per les quals van decidir abandonar la Gàl·lia i passar a Hispània. L'amplitud d'aquest moviment va portar, també, a l'expulsió —l'estiu de 410— dels funcionaris seguidors de Constantí i que aquest perdés el control de gran part de la diòcesi.

### Pèrdua d'Hispània i rebel·lió de Geronci

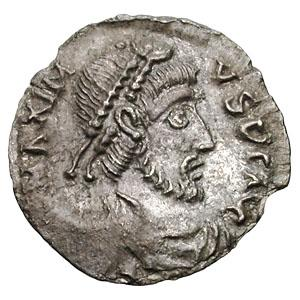
Síliqua amb la imatge de Màxim d'Hispània nomenat emperador per Geronci.

Els alans, sueus i vàndals, per la seva banda, van prendre la decisió de passar a Hispània perquè l'ambient hostil sorgit on estaven assentats i un previsible atac de Constantí —ara en pau amb el govern de Ravenna— feien que les seves perspectives a la Gàl·lia no fossin falagueres mentre que la península, amb menys presència militar romana, presentava un objectiu fàcil de saqueig. Van travessar els passos pirinencs sense oposició a la tardor de 409 per hivernar a l'àrea de Pompaelo i llançar-se al saqueig i conquesta de Gallaecia, Baetica i Cartaginense el següent 410 sense que l'exèrcit de Constantí els fes front.
La manca de resposta de les seves tropes a Hispània davant la coalició bàrbara va portar Constantí a reorganitzar la cúpula del seu govern: va substituir Apol·linari per Rústic com a prefecte de la Gàl·lia, va elevar el seu fill al càrrec d'august, va nomenar a Just com a magister militum i va enviar tots dos —a la primavera de 410— a Hispània amb la missió de reemplaçar Geronci i fer front als invasors.  Est no estava disposat a acceptar el seu cessament i es va disposar a fer front a l'exèrcit enviat pel seu cap. Per augmentar els seus efectius, va buscar l'ajuda d'alguns contingents dels invasors i, per això, va elevar al càrrec d'august un subordinat seu anomenat Màxim per tal de presentar una legitimitat imperial que animés els bàrbars a unir-s'hi. A més, va haver de pactar una coexistència pacífica amb ells que li va permetre recaptar impostos extraordinaris dins dels territoris ocupats per finançar la lluita contra Constant i el seu pare. Amb la seva rereguarda assegurada i amb els reforços bàrbars, va actuar ràpidament i va traslladar la seva capital de Cesaraugusta a Tarraco des d'on es va dirigir a la trobada de l'exèrcit enviat per Constantí. Els va derrotar, clarament, en algun punt de la Via Domitia i Constant va haver de fugir amb la resta de les seves tropes a Arles per unir-se al seu pare qui, també, tornava fracassades d'Itàlia.

### Intent d'intervenció a Itàlia
Per a finals del 409, tant la situació de Constanci com la d'Honori s'havien deteriorat greument. El govern de Ravenna s'enfrontava, ara, a un altre usurpador —Prisc Àtal— recolzat a Roma per Alaric després del seu segon setge de la ciutat mentre que el govern d'Arles perdia el control del nord-oest de la Gàl·lia i de la diòcesi britànica alhora que perillava el d'Hispània després de la irrupció de la coalició bàrbara. Quan va passar l'hivern i va començar la primavera de 410 la situació no va fer sinó empitjorar per a tots dos: Alaric i Prisc Àtal es van dirigir amb el seu exèrcit cap a Ravenna per a assetjar-la i acabar amb Honori qui va patir, també, la deserció de la seva magister peditum —Valent— i del seu prefecte del pretori —Jovi— que es van unir al nou usurpador. Com, a més, perillava el control d'Àfrica, Honori va arribar a preparar la seva fugida a Constantinoble. Constantí, per la seva banda, va veure com es van consolidar les rebel·lions a Gàl·lia i Britània, la coalició bàrbara saquejava Hispània mentre que Geronci es rebel·lava obertament contra ell.
En aquesta situació crítica, Constantí va decidir que la seva millor estratègia era un cop de mà per acabar amb el seu oponent que, també, passava pel pitjor moment. Mentre que el seu fill Constant marxava a Hispània per enfrontar-se a Geronci, ell es va dirigir amb les restes del seu exèrcit cap a Itàlia per oferir la seva ajuda militar encara que amb la intenció real de deposar Honori amb l'ajuda d'Alobic el magister equitum d'aquest qui, en secret, estava en comunicació amb ell. Es va aquarterar a la plana padana i va enviar una ambaixada a Ravenna, però el govern allà va rebutjar la seva oferta perquè sospitava de les seves intencions reals, ja estava al corrent de la debilitat del seu oponent a causa de les rebel·lions dins del seu territori i era conscient de la poca ajuda militar que en podria esperar a causa de les seves reduïdes tropes. Alhora, la situació d'Honori va millorar ostensiblement perquè Heraclià va tenir èxit en la defensa d'Àfrica, la traïció d'Alobic va ser descoberta i ell executat, van arribar a Ravenna tropes orientals que van reforçar la seva defensa i van fer que Alaric abandonés el setge i es dediqués a sotmetre les ciutats importants de la plana padana.  Amb el seu còmplice mort i amb l'exèrcit visigot a prop, Constantí va decidir retirar-se a Arles on es va reunir amb el seu fill que arribava derrotat d'Hispània.

### Geronci envaeix la Gàl·lia
Després dels fracassos de les expedicions a Itàlia i Hispània i la pèrdua de territoris, Constantí i el seu fill es trobaven en una situació crítica a finals de 410. Les seves tropes s'havien reduït molt des dels primers moments a la Gàl·lia feia gairebé dos anys i van decidir buscar reforços al nord. A Constant i Rústic se'ls va encarregar la missió de portar a les unitats limitanei que encara romanien a les fronteres mentre que a Edobic se li va encomanar reclutar unitats bàrbares més enllà del Rin.
Quan es va iniciar l'any 411 Geronci, per la seva banda, va voler aprofitar la feble situació de Constantí i va envair la Gàl·lia. El seu primer objectiu va ser evitar que Constant aconseguís arribar al nord per mobilitzar les unitats frontereres i per a això, es va dirigir cap a la vall del Roine per interceptar-lo. Aquest va optar per refugiar-se a Vienne on va ser assetjat per l'exèrcit de Geronci. Poc va poder resistir perquè, en unes setmanes, la ciutat va ser presa i Constant executat. Geronci es va dirigir, llavors, cap al sud per enfrontar-se a Constantí qui, amb les seves escasses tropes, res no va poder fer tret de tancar-se a Arles i resistir el setge del seu antic subordinat en espera que Edobic arribés amb reforços des del Rin.

## Campanya de Flavi Constanci contra Constantí i Geronci

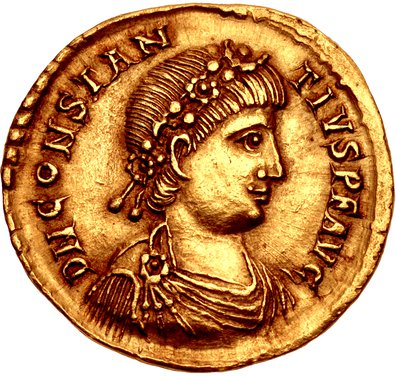
Sòlid amb la imatge de Flavi Constanci qui va aconseguir guanyar la guerra civil per a Honori.

Quan Geronci va iniciar el setge d'Arles a la primavera de 411, dins del govern d'Honori s'havia realitzat una profunda reorganització després del saqueig de Roma l'anterior any de 410. Es va posar en mans de Flavi Constanci —un antic company d'Estilicó supervivent de les purgues després del seu assassinat— qui va fer executar Olimpi i va deixar de banda a Jovi. Va poder reorganitzar les restes de l'exèrcit italià i va aprofitar que Alaric havia mort i els visigots eren al sud de la península per enfrontar-se als usurpadors.
Va travessar els passos alpins sense oposició a la primavera i va marxar sobre assetjada Arles. La major part de les tropes de Geronci ho van abandonar, llavors, i es van passar a les del govern de Ravenna. Aquest va fugir a Hispània amb les restants, però, després de la seva arribada a Tàrraco, se'l van girar en contra i el van tancar al seu domicili. Sense escapatòria possible, va matar la seva dona i els seus servents per suïcidar-se a continuació. El seu protegit Màxim va aconseguir escapar i va fugir per refugiar-se entre els invasors bàrbars.

Faccions durant la guerra civil romana (406-411). Zones de control entre la tardor de 410 i la de 411:
Honori
Constantí de Britània
Geronci i Màxim
Britanoromans
Bagaudes
Invasors del Rin
Visigots
Geronci va envair la Gàl·lia per a acabar amb Constantí de Britània amb inicial èxit, però l'exèrcit imperial al comandament de Flavi Constanci va derrotar a tots dos i va posar fi a la guerra civil amb victòria per a Honori.

Flavi Constanci va mantenir el setge d'Arles on Constantí resistia tot esperant d'Edobic. Les esperances de l'usurpador es van veure frustrades quan Úlfilas es va dirigir al nord amb part de l'exèrcit imperial per interceptar-los. L'encontre va haver de tenir lloc en algun punt proper al Roine i en ell les tropes d'Honori van obtenir una completa victòria. Edobic va aconseguir fugir i refugiar-se amb Ecdici —un terratinent amic seu— encara que va ser traït per aquest i assassinat. Amb l'exèrcit imperial una altra vegada reunit al setge, les esperances de resistir eren nul·les per a Constantí pel que es va rendir al setembre sota la promesa que es respectaria la seva vida. Va ser fet presoner i enviat a Ravenna amb el seu fill Julià, però tots dos van ser executats al camí —al costat del riu Minicio— i els seus caps exhibits en una pica per la ciutat el 18 d'octubre per, posteriorment, ser enviats a Cartagena on també van ser mostrades a la població.

## Conseqüències de la guerra i esdeveniments posteriors
Les conseqüències d'aquesta guerra civil van ser catastròfiques per a l'Imperi occidental, ja que no va poder fer front de manera adequada a les dues grans invasions que va patir a partir de 407: la del Rin a la Gàl·lia i la d'Alaric a Itàlia. El desplaçament de les tropes gal·les al canal de la Manxa a la tardor de 406 va impedir una resposta eficaç a la cruïlla del Rin pels invasors que els va permetre travessar la frontera fàcilment i escampar-se per la Gàl·lia. L'exèrcit italià, per la seva banda, sense el suport del gal, no va tenir prou mitjans per enfrontar-se a Alaric en 408 tal com havia fet en la seva anterior invasió entre 401 i 403. Ambdós bàndols van prioritzar sovint la lluita entre ells davant dels invasors de manera que Constantí va deixar de banda els invasors del Rin quan va haver d'enviar les seves tropes a Hispània per acabar amb els parents d'Honori mentre que el govern de Ravenna va evitar emprar tots els seus recursos contra els visigots per poder cobrir-se així d'una possible invasió de Constantí. Territorialment, l'imperi va perdre la diòcesi de Britània de manera definitiva i militarment, va suposar una gran sagnia d'efectius per al seu exèrcit. Les fonts clàssiques refereixen batalles campals entre tots dos bàndols a Valentia; Lusitània; Palència; Via Domitia i el Roine mentre que, durant aquest període, només deixen constància de dues grans batalles contra els invasors: Germania prima contra els que van entrar pel Rin i Via Flamínia contra els visigots. Quan Flavi Constanci va capturar Constantí i va reunir sota el seu comandament tot l'exèrcit imperial, els efectius van haver d'haver-se reduït molt perquè ja no es va enfrontar directament contra els invasors. Davant els visigots va utilitzar tàctiques de desgast amb l'objectiu que la manca de subministraments els obligués a signar un acord de pau mentre que contra els del Rin —que controlaven Hispània— va haver d'emprar els mateixos visigots.
La captura de Constantí de Britània no va conduir, tampoc, a la normalitat a la Gàl·lia perquè bona part de la seva classe dirigent no va acceptar la tornada al control de Ravenna i a més, temien represàlies pel seu suport a Constantí. D'aquesta manera i després d'uns mesos, va esclatar la rebel·lió de Joví a Mogoncíacum qui es va haver de recolzar militarment en alans i burgundis davant l'escassetat d'efectius romans que havien quedat al costat de la frontera del Rin. Quan es va produir aquesta nova usurpació, Flavi Constanci ja havia tornat amb l'exèrcit a Itàlia per protegir-la pel fet que els visigots van marxar cap al nord i no va poder fer-hi front.